# David Neuman
David Ulf Selman Neuman, född 10 maj 1955, är en svensk museichef, konstkurator.
David Neuman växte upp i Stockholm och studerade under en period på Handelshögskolan i Stockholm och har även utbildat sig på Stockholms universitet och New York University. Han bodde, och utvecklade sitt konstintresse, i New York under slutet av 1970-talet. Under 1980-talet hade han ett konstgalleri i New York tillsammans med sin fru, konstnären Amy Simon.
Han grundande 1987 tillsammans med Robert Weil Magasin 3 Stockholms Konsthall, numera benämnt Magasin III Museum for Contemporary Art. Neuman var chef för institutionen från 1987 till 2017. Han är nu dess styrelseordförande.
David Neuman har aktivt medverkat till att starta Magisterutbildning för konstkuratorer i Sverige, vid Stockholms universitet, och utsågs till hedersdoktor vid universitetet 2011. Han är sedan 2007 varit biträdande professor, och sedan 2012 affilierad professor i konstvetenskap vid Stockholms universitet. David Neuman har också varit engagerad som gästföreläsare på Bezalel Academy of Arts & Design i Jerusalem. David Neuman initierade en satellitinstitution till Magasin III belägen i Israel; Magasin III Jaffa år 2018. 
Neuman har tillika initierat tillsammans med prof. Margaretha Rossholm Lagerlöf konsthallen Accelerator (2019), på Stockholms Universitet.
David Neuman är styrelseordförande för Stiftelsen Judiska museet i Stockholm.